# 安特罗·奥亚拉
安特罗·奥亚拉（芬蘭語：Antero Ojala，1916年12月10日—1982年2月5日），芬兰男子速度滑冰运动员。他曾代表芬兰参加1936年和1948年冬季奥林匹克运动会速度滑冰比赛，获得一枚铜牌。